# Símbolo (identidade visual)
Símbolo nesse sentido, significa um dos elementos de identidade visual que pode fazer parte de uma marca. Ele pode ser abstrato ou figurativo e tem como função ajudar a identificar uma marca, separando-a das demais, tornando-a única e distinta.
O símbolo em identidade visual, é desenhado para comportar e sintetizar um conjunto de associações distintas. Estas associações geralmente são feitas com a ajuda da propaganda, que através da sua ação bem sucedida, ajuda a relacionar corretamente diversos significados a um determinado símbolo.
O símbolo, no entanto, não deve depender exclusivamente do auxílio da propaganda para criar as associações corretas. Assim, ele deve possuir características próprias que já permitam "intuir" determinadas associações, como por exemplo; "é caro", "simpático", "moderno", etc. Simplesmente pela forma como foi desenhado e independentemente de ter ou não propaganda associada à sua difusão.

## Valor de uma Marca
As experiências vivenciadas junto aos produtos, serviços, ou mesmo à empresa a que o símbolo está associado, também lhe conferem valores - que podem ser positivos ou negativos, a depender do tipo de experiência vivido - incorporando a esta figura representativa atributos provenientes da síntese valorativa, perceptíveis, muitas vezes, pelo subconsciente humano, gerando o impulso ao comportamento humano.